# 조제프 드 메스트르

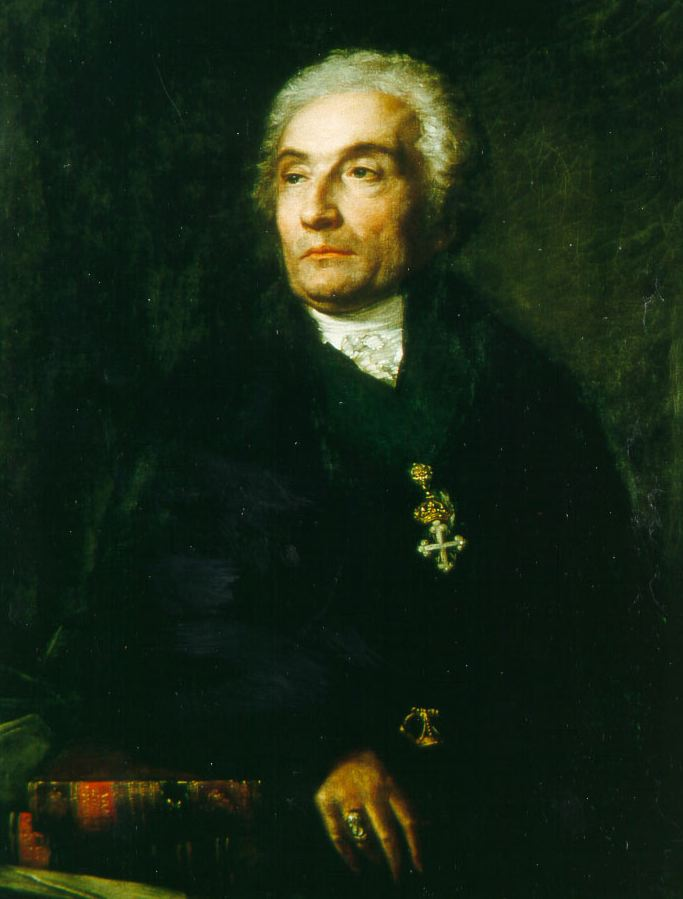
조제프 드 메스트르

조제프 드 메스트르(프랑스어: Joseph de Maistre, 1753년 4월 1일 ~ 1821년 2월 26일)은 사르데냐-피에몬테 왕국의 프랑스계 사상가, 저술가이다. 그는 반계몽주의의 대표적 사상가로, 절대군주정과 교황무류권을 옹호했으며, 기독교에 대한 합리주의적 거부가 프랑스 혁명의 혼란을 초래했다고 논했다. 에드먼드 버크와 더불어, 유럽 보수주의에 중요한 역할을 한 것으로 평가된다.

## 생애
1753년 사보이아 공국의 샹베리에서 태어났다. 그의 가족은 프랑스와 이탈리아 출신이다.육군 장교가 된 그의 남동생 자비에르는 유명한 소설 작가였다. 메스트르는 아마도 예수회로부터 교육을 받았을 것이다.혁명 후, 그는 예수회의 열렬한 옹호자가 되었고, 점차 혁명의 정신을 예수회의 전통적인 적인 얀센주의자들과 결부시켰다. 1774년 토리노 대학교에서 법학을 전공한 후, 그는 아버지의 뒤를 이어 1787년 상원의원이 되었다.
1792년 프랑스 혁명군이 샹베리를 점령하자 메스트르는 도망쳤으나 토리노에서 자리를 잡지 못하고 이듬해 돌아왔다. 메스트르는 프랑스 지배하의 정권을 지지할 수 없다고 판단하여 이번에는 스위스의 로잔으로 떠났다.
1798년 프랑스 군대가 토리노를 점령한 후, 베네치아와 칼리아리로 갔다. 1802년 그는 러시아 상트페테르부르크에 알렉산드르 1세 황제의 대사로 파견되었다.

## 사상
메스트르에 따르면, 합리적인 근거에서 정부를 정당화하려는 어떠한 시도도 기존 정부의 정당성과 편의성에 대한 풀 수 없는 논쟁만을 초래할 것이며, 이는 결국 폭력과 혼돈으로 이어질 것이라고 한다. 메스트르는 정부의 합법성은 강압적이지만 비합리적인 근거에 근거해야 하며, 신민들에게 의문을 제기해서는 안 된다고 주장했다. 메스트르는 정치의 권위는 종교로부터 나와야 하며, 유럽에서는 종교 권위가 궁극적으로 교황에게 있어야 한다고 주장했다.
결정적 행동을 할 수 있는 개인에게 놓여있는 궁극적인 권위에 대한 실질적인 필요성에 대한 그의 주장과 그 권위의 정당성에 대한 사회적 토대에 대한 그의 분석은 오귀스트 콩트와 같은 초기 사회학자들의 사상을 얼마간 예견하였다.

## 같이 보기
- 프랑수아르네 드 샤토브리앙
- 낭만주의
- 전통주의 (정치)